# Rendez-moi ma femme
Pour plus de détails, voir Fiche technique et Distribution.

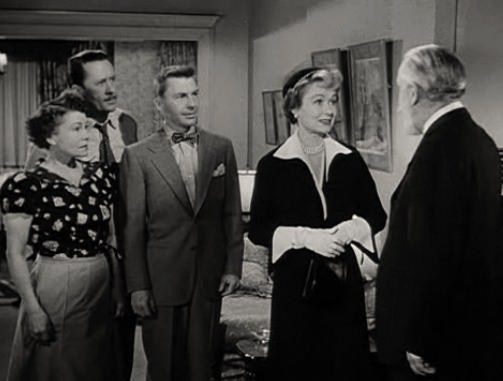
G. à d. : Thelma Ritter, Allyn Joslyn, David Wayne, Constance Bennett et Monty Woolley

Rendez-moi ma femme (As Young as You Feel) est un film américain de Harmon Jones sorti en 1951.

## Synopsis
Le lendemain d'un concert où il s'est fait remarquer en exécutant un solo pas vraiment prévu – montrant ainsi sa forte personnalité –, John Hodges apprend qu'il est mis à la retraite de l'imprimerie où il travaille depuis des années car il a atteint l'âge de 65 ans. Son fils, sa belle-fille, sa fille et le fiancé de celle-ci compatissent. John ne veut pas se laisser faire et désire prendre contact à cet égard avec le président du groupe qui possède la compagnie. Il se rend compte que personne ne connaît le nom du président et encore moins de quoi il a l'air.
John écrit alors au directeur de son entreprise en se faisant passer pour l'état-major du président : celui-ci va venir de New York inspecter l'imprimerie dans quelques jours. C'est le branle-bas de combat dans la société.
Le directeur Louis McKinley accueille son président à la gare, puis une visite de l'entreprise est organisée, avec un discours tenu par le président, et finalement John et Louis sortent avec la femme de ce dernier au country club du coin. John en tant que président en a profité pour donner un ordre à la direction de réintégrer les forces de travail expérimentées – comprenez les personnes de plus de 65 ans –, comme cela il pourra retourner travailler.
Le discours de John, à la fois libéral et social, fait mouche et traverse les États-Unis d'un bout à l'autre. Le vrai président est évidemment surpris et décide de remettre les choses en ordre mais il est un peu coincé dans son action car le groupe qu'il préside a fortement bénéficié de tout ce tapage.
Après une visite impromptue du président à John, tout peut bien se terminer : John va pouvoir retourner travailler, la femme du directeur McKinley, qui était tombée un peu amoureuse de John, revient à son mari, le fiancé de la fille de John obtient une promotion donc ils vont pouvoir se marier.

## Fiche technique
- Titre : Rendez-moi ma femme
- Titre original : As Young as You Feel
- Réalisation : Harmon Jones
- Scénario : Lamar Trotti, d'après une histoire de Paddy Chayefsky
- Image : Joe MacDonald
- Montage : Robert Simpson
- Musique : Cyril Mockridge
- Direction artistique : Maurice Ransford et Lyle R. Wheeler
- Décorateur de plateau : Thomas Little et Bruce MacDonald
- Costumes : Renié
- Son : W. D. Flick, Roger Heman
- Production : Lamar Trotti
- Société de production : 20th Century Fox
- Pays : États-Unis
- Format : Noir et blanc - Son : Mono (Western Electric Recording)
- Genre : Comédie
- Durée : 77 min.
- Dates de sortie :
  - États-Unis : 15 juin 1951 (Los Angeles)
  - États-Unis : 2 août 1951 (New York)
  - France : 11 avril 1952

## Distribution
- Monty Woolley : John R. Hodges
- Thelma Ritter : Della Hodges
- David Wayne : Joe Elliott
- Jean Peters : Alice Hodges
- Constance Bennett : Lucille McKinley
- Marilyn Monroe : Harriet
- Allyn Joslyn : George Hodges
- Albert Dekker : Louis McKinley
- Clinton Sundberg : Frank Erickson
- Minor Watson : Harold P. Cleveland
- Wally Brown : Horace Gallagher
- Russ Tamblyn : Willie McKinley

Acteurs non crédités :
- Don Beddoe : Le chef des ventes
- Houseley Stevenson : Le vieil homme sur le banc dans le parc
- Frank Wilcox

## Autour du film
- Le titre français, Rendez-moi ma femme, n'est pas très opportun puisqu'il fait allusion à une intrigue de second plan. Le titre original, As young as you feel, peut se traduire par un "aussi jeune que tu le sens".